# Puerta de Tierra

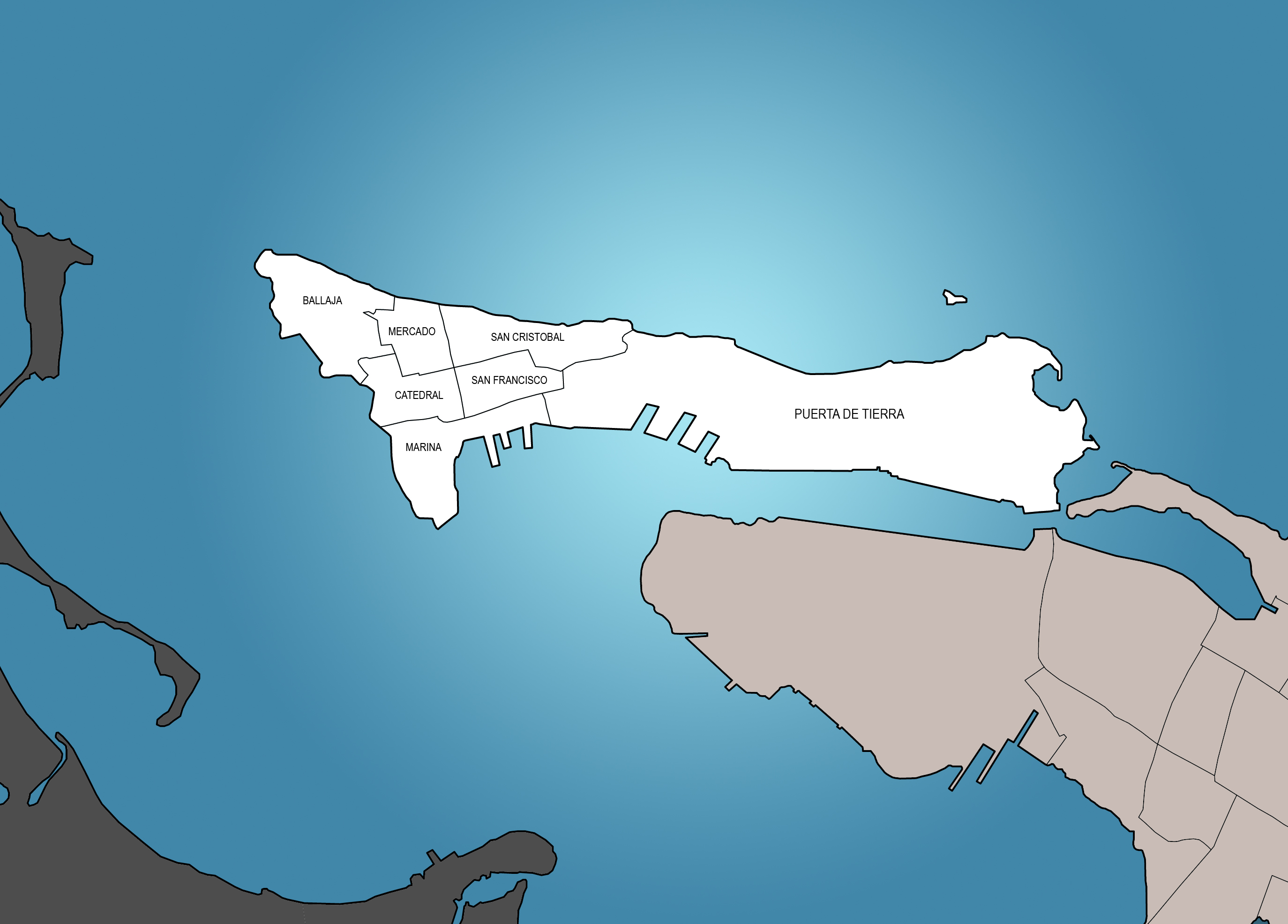
Cartina dei quartieri della Vecchia San Juan: Puerta de Tierra si trova ad est

Puerta de Tierra è un quartiere della Vecchia San Juan a San Juan, a Porto Rico. Con una popolazione censita nel 2000 di 4135 abitanti e un'area di 1,55 km², Puerta de Tierra è il quartiere più grande e popoloso della Vecchia San Juan.

## Storia
Il quartiere si trova dove si trovava la vecchia Puerta de Santiago, sul muro costruito dagli spagnoli. La Puerta de Santiago ricevette il soprannome di Puerta de Tierra, poiché era l'unica entrata via terra alla parte murata della città, nell'Isleta de San Juan.
L'area era piena di capanne e nel 1771 furono installate le batterie del Forte San Cristóbal, posto nelle vicinanze. Intorno al 1810 fu costruito il Camino Real (oggi Avenida Ponce de León), la strada che va da Bayamón a Cataño e nel 1838 la Avenida de Covadonga. 
All'inizio del XIX secolo nell'area del quartiere vivevano 168 persone (152 lavoratori liberi e 12 schiavi) in una comunità di umili operai di classe, il 60% dei quali era nero o mulatto. Durante tutto il XIX secolo furono fatti tentativi di convertire San Juan in una città prospera in stile europeo e di lasciare i settori poveri nell'area al di fuori delle mura.
Nel 1865 le strutture difensive vennero modernizzate e le mura, così, non furono più necessarie, quindi si propose di abbatterle nella parte orientale ed espandere la città verso il Ponte di San Antonio.
Nel 1867 ci fu un terremoto che provocò il caos, ma poi iniziarono i progetti urbani, approvati nel 1865. Nel 1878 il quartiere era già un popoloso sobborgo. 
Nel 1897 la reggente regina Maria Cristina approva un piano per demolire alcune mura e fortificazioni di San Juan per guadagnare spazio. Questo fu un progetto che generò buone aspettative nella società e offerte da parte di alcuni giovani di lavorare gratuitamente. I lavori iniziarono in un'atmosfera festosa il 28 maggio 1897 e quindi la Puerta de Santiago fu demolita come deciso.
Nel corso del XX secolo le case a schiera e i ranch in legno stavano scomparendo per dare origine a case in affitto di nuova costruzione, luoghi di intrattenimento, edifici istituzionali e strutture ricreative come il Canodrome e il Parco Luis Muñoz Rivera.

## Monumenti e luoghi d'interesse
- Hotel Caribe Hilton
- Balneario El Escambrón
- Escambrón Beach Club
- Parco Luis Muñoz Rivera
- Parco del Terzo Millennio
- Hotel Normandie
- Stadio Sixto Escobar
- Club Náutico de San Juan